# Janusz Niczyporowicz
Janusz Niczyporowicz (ur. 3 maja 1952 w Białymstoku, zm. 22 listopada 2009) – polski pisarz, reportażysta, dziennikarz. Ukończył historię na Filii Uniwersytetu Warszawskiego w Białymstoku. Debiutował jako poeta w 1969 roku. Laureat Nagrody im. Juliana Bruna i Nagrody Literackiej im. Wiesława Kazaneckiego.

## Publikacje
- Maskarada (1979) - reportaże
- Coraz więcej mamy wrogów (1983) - reportaże
- Czyściec (1986) - reportaże
- Smarkateria (1988) - powieść dla młodzieży
- Beria - czerwony pająk (1990)
- Rosyjska ruletka (1993)
- Hegemon (1994)
- Rok 1994 (1996)
- Kraina proroków (1997)
- Opowiadania (2000)
- Zew Itaki (2001)